# Régénérateur
Un régénérateur, ou parfois récupérateur, est un dispositif permettant d'améliorer le rendement de certains cycles thermodynamiques en refroidissant un fluide après sa détente et en le réchauffant après sa compression. Ce dispositif peut par exemple être utilisé au sein d'un moteur Stirling, d'un cycle de Rankine, ou encore d'un cycle de Brayton. 
C'est l'invention du récupérateur par Robert Stirling (ou « économiseur », comme il l'appelait) qui a permis à son moteur d'avoir un bon rendement thermodynamique. Le régénérateur récupère la chaleur du gaz chaud, dans un sens de circulation, et la restitue dans l'autre sens, lorsque le gaz est froid.

## Régénérateur de Stirling

### Exemples

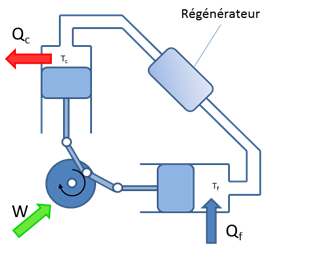
Régénérateur Stirling de type alpha

Un exemple de régénérateur serait une matrice de cuivre à l'intérieur de la tuyauterie d'un moteur Stirling alpha. Lorsque l'air chaud passe du piston chaud au piston froid du moteur, il laisse de l'énergie thermique dans la matrice de cuivre. Cela évite de réchauffer le piston devant rester froid. Quand l'air revient en sens inverse, il est froid : il reprend alors la chaleur laissée dans les fils de cuivre un peu plus tôt et se réchauffe avant de revenir dans le piston devant rester chaud. Les moteurs Stirling bêta et gamma placent habituellement le régénérateur dans un tuyau relié aux deux extrémités du piston unique ou sur le déplaceur lui-même. Une grille de cuivre est toutefois un régénérateur d'une très grande simplicité : les moteurs Stirling plus évolués utilisent des matériaux de haute technologie qui favorisent les échanges thermiques, par exemple des céramiques nanostructurées.
Une autre application est la récupération de chaleur en sidérurgie ou en verrerie (voir l'article anglais Regenerative heat exchanger).

### Différence avec un échangeur thermique
Contrairement à un échangeur thermique, le récupérateur de Stirling fonctionne avec un seul fluide dont le sens d'écoulement est alternatif, par des cycles d'absorption et de restitution d'énergie thermique d'un corps de conductivité thermique et de capacité thermique adaptés ; alors que l'échangeur thermique fonctionne avec deux fluides indépendants, séparés par un corps dont seule la conductivité thermique est déterminante. Néanmoins, le régénérateur reçoit et cède de l'énergie par convection et conduction de la même manière qu'un échangeur thermique.

## Autres régénérateurs
Les régénérateurs peuvent également être utilisés sur la plupart des cycles moteurs, notamment sur les cycles ORC . Il s'agit alors de simples échangeurs thermiques. 

## Différence avec un accumulateur de chaleur
Contrairement à un accumulateur de chaleur dont l'unique but est d'accumuler de la chaleur pour la restituer ensuite, le régénérateur a pour fonction d'accumuler de la chaleur tout en refroidissant la source permettant d'accumuler de la chaleur, pour ensuite restituer la chaleur. L'objectif de la fonction de refroidissement est de réduire le coût énergétique de recompression du gaz, et donc d'améliorer le rendement du cycle thermodynamique.